# Lidiada
Lidiada (in greco antico: Λυδιάδης?, Lydìades; Megalopoli, III secolo a.C. – Leuttra, 227 a.C.) è stato un politico e militare greco antico, tiranno di Megalopoli e successivamente stratego della lega achea per tre volte.

## Biografia
Cittadino di Megalopoli di origini oscure, si distinse come politico fino ad arrivare alla tirannia della città, probabilmente attorno al 244 a.C.
Nel 234 a.C., circa dieci anni dopo aver preso il potere assoluto, vi rinunciò spontaneamente, facendo aderire la sua città alla lega achea, della quale fu eletto per tre volte stratego nel 234, 232 e 230 a.C. Come stratego, rivaleggiò con Arato di Sicione nel comando e nel prestigio.
All'inizio della guerra cleomenea (228 a.C.-222 a.C.), combattuta dalla lega contro Sparta, trovò la morte nella Battaglia di Ladocea contro l'esercito di Cleomene III.
Plutarco testimonia che gli Achei, all'epoca comandati da Arato, ebbero inizialmente la meglio sugli Spartani, grazie ad una sortita della cavalleria, guidata da Lidiada. Quando però questi ultimi cominciarono a ritirarsi, Arato ordinò ai suoi di astenersi dal loro inseguimento ma Lidiada, insofferente agli ordini del suo superiore (la carica di stratego era infatti rivestita quell'anno dal suo rivale), contravvenne ai suoi ordini ed inseguì i nemici assieme ai suoi soldati. I Megalopoliti però si dispersero a causa del terreno accidentato e Lidiada fu accerchiato ed ucciso dai mercenari di Cleomene. Incoraggiati da questo successo, gli Spartani contrattaccarono e sbaragliarono l'esercito acheo.
Il re di Sparta, dopo aver stipulato una tregua con Arato, rimandò il cadavere di Lidiada a Megalopoli vestito con un manto di porpora e con una corona sul capo, in segno di grande rispetto per l'avversario.